# Trjapitzinellus nigricornis
Trjapitzinellus nigricornis är en stekelart som beskrevs av Hoffer 1976. Trjapitzinellus nigricornis ingår i släktet Trjapitzinellus och familjen sköldlussteklar.
Artens utbredningsområde är:
- Tjeckien.
- Finland.
- Polen.
- Sverige.

Arten är reproducerande i Sverige. Inga underarter finns listade i Catalogue of Life.